# Matra MS660
La Matra MS660 (a volte indicata come Matra-Simca MS660) è una vettura da competizione realizzata dalla casa automobilistica francese Matra, che corse nel campionato mondiale sportprototipi dal 1969 al 1972 e nella 24 Ore di Le Mans.

## Descrizione

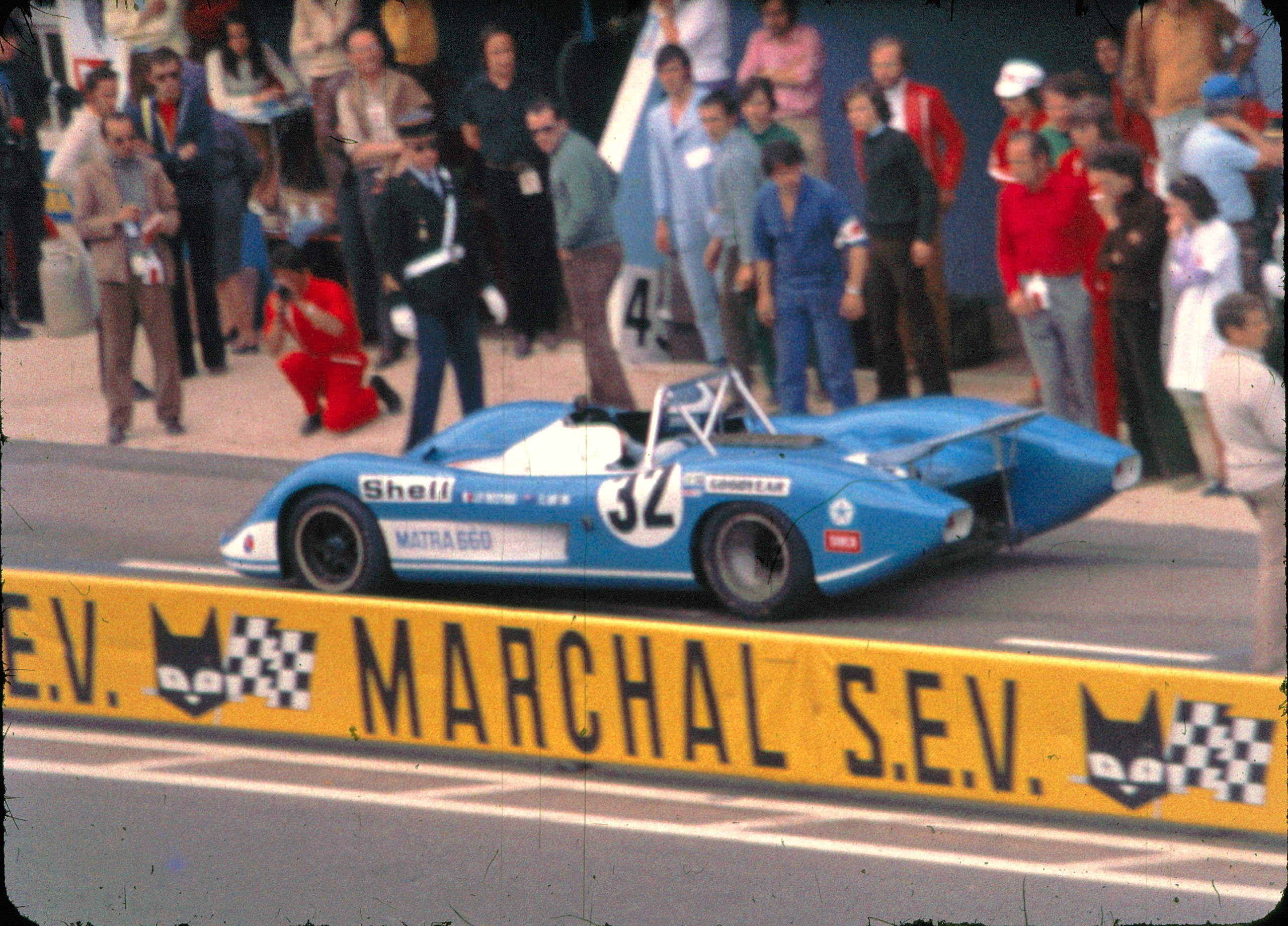
Vista posteriore

La MS660, che sostituiva la MS650, aveva un telaio monoscocca rispetto al tubolare utilizzato sulla precedente vettura. Come per la MS650, il motore era il 12 cilindri derivato dalla Formula 1 già impiegato sulla Matra MS11. La MS660 fece il suo debutto alla Le Mans 1970, affiancando due MS650 e guidata dai piloti francesi Jean-Pierre Beltoise e Henri Pescarolo. La gara non fu positiva per la Matra, poiché tutte e tre le vetture subirono un guasto al motore e si ritirarono. 
Alla fine del 1970 la MS660 vinse la sua prima e unica gara, con alla guida Jack Brabham e François Cevert alla 1000 km di Montlhéry.
Nel 1971 la vettura fu coinvolta in un incidente alla 1000 km di Buenos Aires con una Ferrari 512S, in cui perse la vita Ignazio Giunti.
Alla Le Mans 1971 la Matra portò una sola MS660 con alla guida Beltoise e Chris Amon; la vettura si ritirò dopo 149 giri causa un guasto al motore.
La MS660 fece la sua ultima apparizione con David Hobbs e Jean-Pierre Jabouille alla 24 ore di Le Mans del 1972, ma a causa di un problema alla frizione si ritirò. Venne sostituita nel 1973 dalla MS670.